# Helen Freeman
Helen Freeman (Saint Louis, 3 agosto 1886 – Los Angeles, 25 dicembre 1960) è stata un'attrice statunitense.

## Filmografia parziale
- Are You a Mason?, regia di Thomas N. Heffron (1915)
- Il cavaliere della libertà (Abraham Lincoln), regia di D. W. Griffith (1930)
- Melodie della vita (Symphony of Six Million), regia di Gregory La Cava (1932)
- L'uomo che voglio (Hold Your Man), regia di Sam Wood (1933)
- Il cantico dei cantici (The Song of Songs), regia di Rouben Mamoulian (1933)
- Sogno d'estate (The Right to Romance), regia di Alfred Santell (1933)
- Nanà (Nana), regia di Dorothy Arzner e George Fitzmaurice (1934)
- Educande d'America (Finishing School), regia di George Nicholls Jr. e Wanda Tuchock (1934)
- Ah, Wilderness!, regia di Clarence Brown (1935)
- Crepi l'astrologo (The Heavenly Body), regia di Alexander Hall (1944)
- Mademoiselle Fifi, regia di Robert Wise (1944)
- La signora Parkington (Mrs. Parkington), regia di Tay Garnett (1944)
- Saratoga (Saratoga Trunk), regia di Sam Wood (1945)
- Così scura la notte (So Dark the Night), regia di Joseph H. Lewis (1946)